# Schweizer Meisterschaften im Skilanglauf 2011
Die Schweizer Meisterschaften im Skilanglauf 2011 fanden in Les Mosses statt. Am 5. und 6. Februar 2011 wurden die Einzelrennen und Doppelverfolgungsrennen ausgetragen. Sprint, Staffel und Massenstartrennen fanden vom 25. bis 27. März 2011 statt. Ausrichter war der SC Bex.

## Ergebnisse Herren

### Sprint klassisch
| Platz | Name                | Verein            |
| ----- | ------------------- | ----------------- |
| 1     | Dario Cologna       | Val Müstair       |
| 2     | Valerio Leccardi    | Gardes-Frontière  |
| 3     | Jöri Kindschi       | Davos             |
| 4     | Ueli Schnider       | Flühli            |
| 5     | Christoph Eigenmann | Gardes-Frontière  |
| 6     | Mauro Gruber        | SAS Bern          |
| 7     | Gianluca Cologna    | Val Müstair       |
| 8     | Eligius Tambornino  | Club da skis Trun |

Datum: 25. März

Es waren 25 Läufer am Start. Das Rennen der U20 mit 16 Teilnehmern gewann Philipp Hälg.

### 15 km Freistil Einzel
| Platz | Name              | Verein                  | Zeit        |
| ----- | ----------------- | ----------------------- | ----------- |
| 1     | Dario Cologna     | Val Müstair             | 31:50,2 min |
| 2     | Curdin Perl       | Bernina Pontresina      | 32:39,4 min |
| 3     | Remo Fischer      | Arve Mols               | 32:44,7 min |
| 4     | Jonas Baumann     | Tambo Splügen           | 33:03,0 min |
| 5     | Toni Livers       | Gardes-Frontière        | 33:20,8 min |
| 6     | Marco Mühlematter | SC-Oberhasli            | 33:48,4 min |
| 7     | Brent McMurtry    | Kanada                  | 33:55,0 min |
| 8     | Piet Heer         | Davos                   | 34:18,6 min |
| 9     | Bruno Joller      | Bannalp-Wolfenschiessen | 34:53,2 min |
| 10    | Valerio Leccardi  | Gardes-Frontière        | 34:56,8 min |

Datum: 5. Februar

Es waren 34 Läufer am Start. Das Rennen der U20 gewann Marius Danuser.

### 10+10 km Doppelverfolgung
| Platz | Name              | Verein               | Zeit        |
| ----- | ----------------- | -------------------- | ----------- |
| 1     | Dario Cologna     | Val Müstair          | 43:52,5 min |
| 2     | Remo Fischer      | Arve Mols            | 44:48,8 min |
| 3     | Jonas Baumann     | Tambo Splügen        | 44:54,0 min |
| 4     | Marco Mühlematter | SC-Oberhasli         | 44:54,3 min |
| 5     | Brent McMurtry    | Kanada               | 45:26,9 min |
| 6     | Roman Furger      | Schattdorf           | 46:17,6 min |
| 7     | Gianluca Cologna  | Val Müstair          | 46:35,6 min |
| 8     | Felix Dieter      | Bernina-Pontresina   | 47:19,6 min |
| 9     | Niklaus Schmidt   | Lenzerheide-Valbella | 47:36,1 min |
| 10    | Candide Pralong   | Val Ferret           | 47:37,5 min |

Datum: 6. Februar

Es waren 28 Läufer am Start. Das Rennen der U20 gewann Corsin Hösli.

### 50 km klassisch Massenstart
| Platz | Name              | Verein               | Zeit        |
| ----- | ----------------- | -------------------- | ----------- |
| 1     | Dario Cologna     | Val Müstair          | 2:15:51,4 h |
| 2     | Marco Mühlematter | SC-Oberhasli         | 2:17:04,2 h |
| 3     | Tor Arne Hetland  | Norwegen             | 2:21:16,7 h |
| 4     | Remo Fischer      | Arve Mols            | 2:21:24,9 h |
| 5     | Mathias Inniger   | Adelboden            | 2:22:19,6 h |
| 6     | Niklaus Schmidt   | Lenzerheide-Valbella | 2:22:46,0 h |
| 7     | Jonas Baumann     | Tambo Splügen        | 2:22:55,5 h |
| 8     | Gianluca Cologna  | Val Müstair          | 2:23:46,9 h |
| 9     | Candide Pralong   | Val Ferret           | 2:25:32,0 h |
| 10    | Felix Dieter      | Bernina-Pontresina   | 2:25:48,9 h |

Datum: 26. März

Es waren 47 Läufer am Start. Das Rennen der U20 über 30 km gewann Fabian Schaad. Ausländische Teilnehmer erhielten keine Medaillen.

### Staffel
| Platz | Team                                                                       | Zeit        |
| ----- | -------------------------------------------------------------------------- | ----------- |
| 1     | Val MüstairTor Arne Hetland Gianluca Cologna Dario Cologna                 | 1:19:55,9 h |
| 2     | Gardes FrontierChristoph Eigenmann Valerio Leccardi Toni Livers            | 1:21:03,4 h |
| 3     | SC DavosJöri Kindschi Piet Heer Noe Tüfer                                  | 1:23:07,3 h |
| 4     | SC FlühliUeli Schnider David Schnider Christoph Schnider                   | 1:26:17,4 h |
| 5     | SC BexJovian Hediger Vincent Caccamo Peter von Allmen                      | 1:27:22,8 h |
| 6     | Val FerretCandide Pralong Charles Pralong Romain Bruchez                   | 1:29:51,8 h |
| 7     | Club da skis TrunEligius Tambornino Linard Tambornino Gian-Antieni Maissen | 1:30:12,2h  |
| 8     | SSC SchattdorfRoman Furger Michael Furger Hanspeter Furger                 | 1:30:50,9 h |

Datum: 27. März

Es waren 16 Staffeln am Start.

## Ergebnisse Frauen

### Sprint klassisch
| Platz | Name                   | Verein         |
| ----- | ---------------------- | -------------- |
| 1     | Doris Trachsel         | Plasselb       |
| 2     | Karin Camenisch        | Klosters       |
| 3     | Tatjana Stiffler       | Davos          |
| 4     | Laurien van der Graaff | TG Hütten      |
| 5     | Seraina Boner          | TG Hütten      |
| 6     | Lucy Pichard           | Les Diablerets |
| 7     | Rahel Imoberdorf       | SAS Bern       |
| 8     | Esther Bottomley       | Australien     |

Datum: 25. März

Es waren 14 Läuferinnen am Start. Das Rennen der U20 mit 12 Teilnehmern gewann Christa Jäger.

### 10 km Freistil Einzel
| Platz | Name                      | Verein      | Zeit         |
| ----- | ------------------------- | ----------- | ------------ |
| 1     | Silvana Bucher            | Entlebuch   | 24:54,1 min. |
| 2     | Seraina Boner             | TG Hütten   | 25:17,9 min. |
| 3     | Doris Trachsel            | Plasselb    | 25:21,2 min. |
| 4     | Natascia Leonardi Cortesi | SC Bedretto | 25:27,5 min. |
| 5     | Karin Camenisch           | Klosters    | 26:22,7 min. |
| 6     | Ursina Badilati           | TG Hütten   | 27:15,9 min. |
| 7     | Stephanie Drolet          | Kanada      | 28:04,5 min  |
| 8     | Christine Lötscher        | Marbach     | 28:17,3 min  |
| 9     | Ursula Felder             | Flühli      | 29:27,0 min  |
| 10    | Monika Niederberger       | Dallenwil   | 29:30,8 min  |

Datum: 5. Februar

Es waren 15 Läuferinnen am Start. Siegerin bei der U20 über 5 km wurde Christa Jäger.

### 5+5 km Doppelverfolgung
| Platz | Name                      | Verein         | Zeit         |
| ----- | ------------------------- | -------------- | ------------ |
| 1     | Doris Trachsel            | Plasselb       | 26:28,3 min. |
| 2     | Christa Jäger             | Vättis         | 26:53,4 min. |
| 3     | Karin Camenisch           | Klosters       | 27:08,8 min. |
| 4     | Natascia Leonardi Cortesi | SC Bedretto    | 27:20,8 min. |
| 5     | Ursina Badilati           | TG Hütten      | 27:30,6 min. |
| 6     | Guri Hetland              |                | 28:14,5 min. |
| 7     | Julia Philipona           | Davos          | 28:17,4 min  |
| 8     | Chantal Carlen            | Obergoms       | 28:19,6 min  |
| 9     | Christine Lötscher        | Marbach        | 28:30,3 min  |
| 10    | Nathalie von Siebenthal   | Turbach-Bissen | 28:31,1 min  |

Datum: 6. Februar

Es waren 38 Läuferinnen am Start. Siegerin bei der U20 wurde Christa Jäger.

### 30 km klassisch Massenstart
| Platz | Name                | Verein         | Zeit        |
| ----- | ------------------- | -------------- | ----------- |
| 1     | Seraina Boner       | TG Hütten      | 1:30:50,1 h |
| 2     | Doris Trachsel      | Plasselb       | 1:33:52,2 h |
| 3     | Karin Camenisch     | Klosters       | 1:37:18,9 h |
| 4     | Carmen Emmenegger   | Flühli         | 1:37:40,4 h |
| 5     | Lucy Pichard        | Les Diablerets | 1:39:04,7 h |
| 6     | Rahel Imoberdorf    | SAS Bern       | 1:41:13,7 h |
| 7     | Guri Hetland        |                | 1:42:39,1 h |
| 8     | Monika Niederberger | Dallenwil      | 1:42:42,6 h |
| 9     | Annika Strupler     | SAS Bern       | 1:43:16,9 h |
| 10    | Lena Pichard        | Les Diablerets | 1:44:45,1 h |

Datum: 26 März

Es waren 17 Läuferinnen am Start.

### Staffel
| Platz | Team                                                          | Zeit        |
| ----- | ------------------------------------------------------------- | ----------- |
| 1     | SC VättisPatricia Sprecher Stefanie Sprecher Christa Jäger    | 39:12,6 min |
| 2     | TG HüttenUrsina Badilati Seraina Boner Laurien van der Graaff | 39:49,0 min |
| 3     | SAS BernRahel Imoberdorf Annina Strupler Sarah Zeiter         | 41:26,1 min |
| 4     | Les DiableretsLena Pichard Marlyse Breu Lucy Pichard          | 41:50,6 min |
| 5     | SC DavosTatjana Stiffler Julia Philipona Livia Ambühl         | 41:56,9 min |
| 6     | SC DallenwilMaya Niederberger Monika Niederberger Lea Bünter  | 42:59,4 min |
| 7     | Am BachtelJulia Vontobel Tanja Gerber Rebecca Vontobel        | 44:11,9 min |
| 8     | SC La BrévineJéromine Mercier Corine Mäder Kim Maradan        | 45:29,0 min |

Datum: 27. März

Es waren 11 Staffeln am Start.